# Marek Hrivík
Marek Hrivík (ur. 28 sierpnia 1991 w Czadcy) – słowacki hokeista, reprezentant Słowacji, olimpijczyk.

## Kariera klubowa
- MsHK Žilina U18 (2006-2007)
- MsHK Žilina U20 (2007-2008)
- Słowacja U-20 (2008–2009)
- Moncton Wildcats (2009–2012)
- Connecticut Whale (2012–2013)
- Hartford Wolf Pack (2014–2017)
- New York Rangers (2016-2017)
- Stockton Heat (2017–2018)
- Calgary Flames (2018)
- Witiaź Podolsk (2018-2019)
- Leksands IF (2019-2021)
- Torpedo Niżny Nowogród (2021-2022)
- Leksands IF (2022-)

Wychowanek klubu MsHK Žilina, w którego zespołach juniorskich rozpoczynał karierę. Następnie w sezonie ekstraligi słowackiej 2008/2009 grał w drużynie Słowacji U-20. Tuż po tym w CHL Import Draft 2009 został wybrany przez kanadyjski klub Moncton Wildcats i w jego barwach występował przez trzy edycje juniorskiej ligi QMJHL do 2012. W międzyczasie został wybrany także w KHL Junior Draft 2010 przez kazachski klub Barys Astana. W marcu 2012 podpisał umowę z klubem Connecticut Whale z AHL. Wkrótce potem w maju 2012 kontrakt wstępujący z New York Rangers z NHL (nie będąc wcześniej draftowanym do tych rozgrywek), który przedłużał o rok w lipcu 2015 i w lipcu 2016. W tym okresie przez pięć lat grał regularnie w AHL: w barwach Connecticut Whale do 2013, a następnie w Hartford Wolf Pack do 2017. Natomiast równolegle w tym czasie w zespole New York Rangers w NHL zagrał w 21 meczach w lutym, kwietniu i grudniu 2016 oraz w styczniu 2017. W połowie 2017 związał się roczną umową z kanadyjskim klubem Calgary Flames. W sezonie 2017/2018 grał głównie w zespole farmerskim, Stockton Heat w AHL, zaś w barwach Flames w NHL wystąpił w trzech spotkaniach w styczniu 2018. W połowie 2018 został zawodnikiem rosyjskiego Witiazia Podolsk z rozgrywek KHL. W sierpniu 2019 przeszedł do szwedzkiego Leksands IF, gdzie w kwietniu 2020 przedłużył kontrakt o dwa lata (w sezonie SHL 2020/2021 w drużynie grał też jego rodak Peter Cehlárik). Wiosną 2021 związał się z rosyjskim klubem Torpedo Niżny Nowogród z NHL. W połowie lutego 2022 powrócił do Leksands IF.

## Kariera reprezentacyjna
W kadrach juniorskich kraju uczestniczył w turniejach mistrzostw świata do lat 17 edycji 2008, mistrzostw świata do lat 18 edycji 2008, 2009, mistrzostw świata do lat 20 edycji 2009, 2011. W kadrze seniorskiej uczestniczył w turniejach mistrzostw świata edycji 2014, 2021, zimowych igrzysk olimpijskich 2022.
Został wybrany chorążym ekipy Słowacji na Zimowe Igrzyska Olimpijskie 2022.

## Sukcesy
Reprezentacyjne
- Awans do Elity mistrzostw świata do lat 18: 2012
- Brązowy medal zimowych igrzysk olimpijskich: 2022

Klubowe
- Coupe du Président – mistrzostwo QMJHL: 2010 z Moncton Wildcats
- F.G. „Teddy” Oke Trophy: 2015 z  Hartford Wolf Pack

Indywidualne
- QMJHL (2009/2010):
  - Trzecie miejsce w klasyfikacji strzelców w sezonie zasadniczym wśród pierwszoroczniaków: 26 goli[14]
  - Piąte miejsce w klasyfikacji asystentów w sezonie zasadniczym wśród pierwszoroczniaków: 29 asyst[15]
  - Czwarte miejsce w klasyfikacji kanadyjskiej w sezonie zasadniczym wśród pierwszoroczniaków: 55 punktów[16]
  - Pierwsze miejsce w klasyfikacji asystentów w fazie play-off wśród pierwszoroczniaków: 12 asyst[17]
  - Czwarte miejsce w klasyfikacji kanadyjskiej w fazie play-off wśród pierwszoroczniaków: 17 punktów[18]
- Svenska hockeyligan (2020/2021):
  - Pierwsze miejsce w klasyfikacji asystentów w sezonie zasadniczym: 37 asyst[19]
  - Pierwsze miejsce w klasyfikacji kanadyjskiej w sezonie zasadniczym: 51 punktów[20] (nagroda Skyttetrofén)[21]
  - Guldhjälmen (Złoty Kask) - nagroda dla najbardziej wartościowego zawodnika sezonu[22]
  - Nagroda dla najlepszego napastnika sezonu
  - Nagroda dla najlepszego obcokrajowca sezonu
- Mistrzostwa Świata w Hokeju na Lodzie 2021 (elita):
  - Jeden z trzech najlepszych zawodników reprezentacji